# Čiča

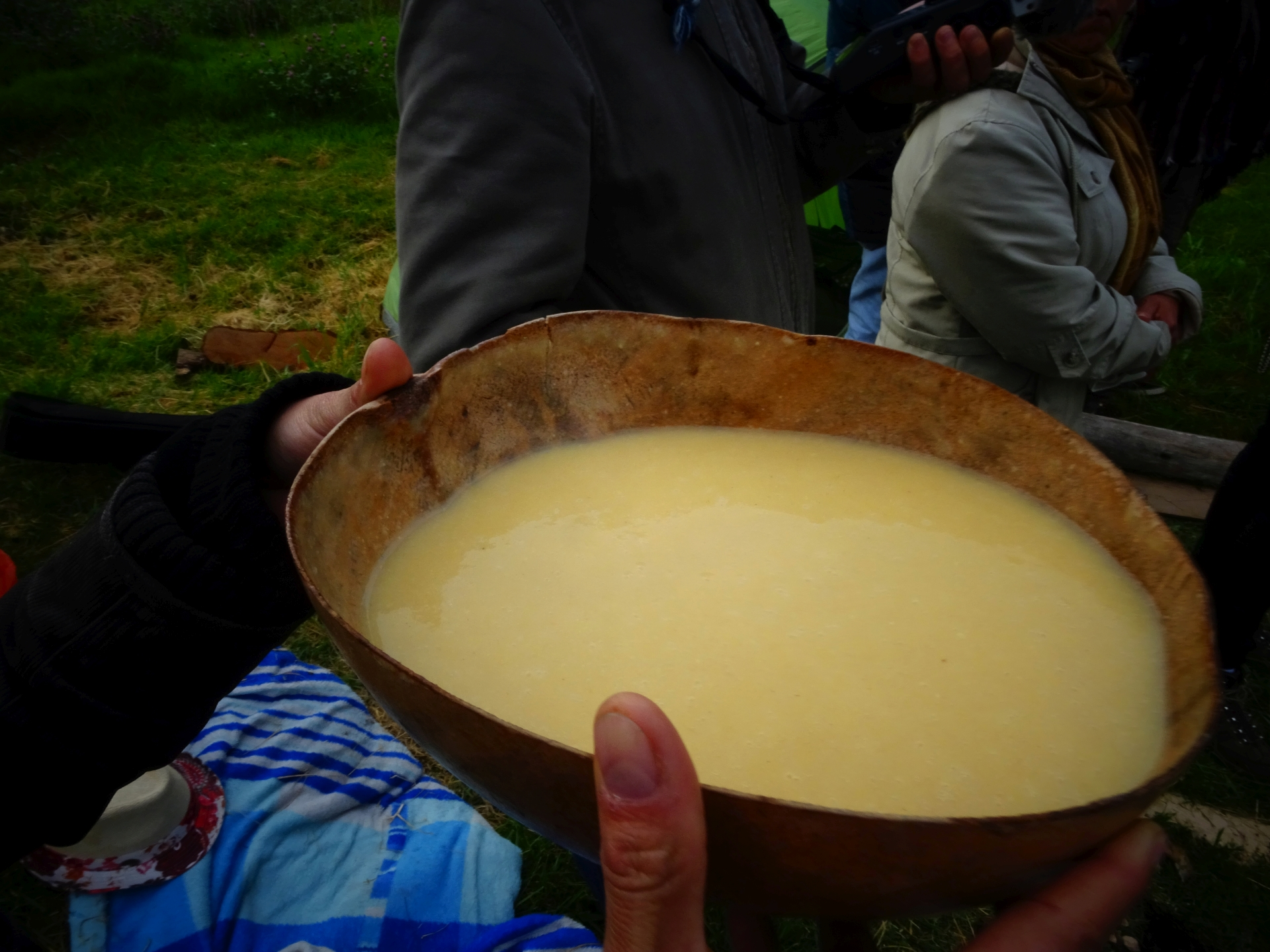
Amazonská čiča

Čiča (španělsky chicha) je alkoholický nápoj vyráběný ve Střední a Jižní Americe zkvašením vývaru z obilovin nebo ovocných šťáv. V andských zemích se nejčastěji vyrábí z kukuřice nebo naklíčené kukuřice (chicha de jora), ale také z jiných obilovin nebo rostlinných hlíz apod., např. z quinoy, ječmene či rýže. V Amazonii se také vyrábí čiča z manioku (masato), kde tradiční příprava zahrnuje přežvýkání vařeného a rozdrceného manioku. Chicha morada je nealkoholická čiča vyráběná z fialové kukuřice. Pro Chile je typická chicha de manzana (jablková čiča), tj. nápoj podobný cideru.